# 馬里亞尼夫卡 (日托米爾州)
馬里亞尼夫卡（烏克蘭語：Мар'янівка），是烏克蘭北部日托米爾州茲維亞赫爾區多夫贝什市镇内的市級鎮。始建於1590年，面積56平方公里，海拔高度229米，2012年人口1,515，人口密度每平方公里26.5人。